# The Kingdoms of Ruin
The Kingdoms of Ruin (jap. はめつのおうこく Hametsu no Ōkoku) ist eine Manga-Serie von Mangaka Yoruhashi, die seit 2019 in Japan erscheint und in mehrere Sprachen übersetzt wurde. Die Fantasy-Geschichte erzählt vom Kampf der Hexer gegen die Menschen, nachdem die Menschheit beschlossen hat, die Hexen auszurotten.

## Inhalt
Nachdem Gott die Menschen geschaffen hatte, schuf er die Hexen, denen er von seiner Macht abgab, um die Menschen zu begleiten. Doch inzwischen sind die Menschen so fortschrittlich geworden, dass sie die Magie der Hexen nicht mehr benötigen. Da ihre Macht aber weiterhin gefürchtet wird, beschließt Imperator Goethe vom Lydischen Reich, alle Hexen zu vernichten. Er lässt sie jagen und grausam hinrichten. Auf der Flucht vor ihnen wird die Eishexe Chloe Morgan und ihr Lehrling und Adoptivsohn Adonis an der Grenze aufgegriffen. Um ihren Sohn zu retten, opfert sich Chloe und wird vor den Augen Adonis’ niedergemetzelt. Zehn Jahre später steckt Adonis mit den verbliebenen Hexen im Kerker. Ehe einige von ihnen als Sexsklavinnen verkauft werden, kann die Hexe Doraka alle aus ihren Zellen befreien. Adonis macht sich nach seinem Ausbruch sofort daran, seine seit zehn Jahren geplante Rache an den Mördern Chloes in die Tat umzusetzen.

## Veröffentlichungen
Die Serie erscheint seit April 2019 im Magazin Gekkan Comic Garden beim Verlag Mag Garden. Dieser veröffentlicht die Kapitel seit Oktober 2019 auch gesammelt in bisher zehn Bänden. Eine deutsche Übersetzung wird seit Juli 2022 von Kazé bzw. Crunchyroll in bisher elf Bänden veröffentlicht (Stand März 2025); Übersetzer ist Jürgen Seebeck. Seven Seas Entertainment bringt eine englische Fassung heraus.